# One Day Remains
One Day Remains – debiutancki album formacji Alter Bridge, wydany 10 sierpnia 2004 przez wytwórnię Wind-up Records. Okrył się złotem w USA, rozchodząc się w 750 tysiącach egzemplarzy.

## Lista utworów
1. „Find the Real” – 4:43
2. „One Day Remains” – 4:05
3. „Open Your Eyes” - 4:58
4. „Burn It Down” – 6:11
5. „Metalingus” – 4:19
6. „Broken Wings"– 5:06
7. „In Loving Memory” – 5:40
8. „Down to My Last” – 4:46
9. „Watch Your Words” – 5:25
10. „Shed My Skin” – 5:08
11. „The End Is Here” – 4:57

Utwory bonusowe
1. „Save Me” - 3:31 (utwór dostępny również na OST filmu Elektra)

## Teledyski
- „Open Your Eyes” (2004)
- „Broken Wings” (2005)

## Twórcy
- Myles Kennedy - wokal prowadzący
- Mark Tremonti - gitary, wokal wspierający
- Brian Marshall - gitara basowa
- Scott Phillips - perkusja